# Jean-Alain Boumsong
Jean-Alain Boumsong-Somkong (n. 14 decembrie 1979, Douala, Camerun) este un fotbalist francez care joacă pe poziția de fundaș.
Între 2003 și 2009 Jean-Alain Boumsong a jucat în 27 de meciuri la echipa națională de fotbal a Franței și a marcat un gol. A participat cu selecționata la Euro 2004, la Euro 2008 și la Campionatul Mondial de Fotbal 2006.

## Statistici carieră
La 3 septembrie 2013.
|               |                    |                | Campionat | Campionat | Cupă            | Cupă            | Cupa Ligii         | Cupa Ligii         | Continental | Continental | Total   | Total  |
| Sezon         | Club               | Campionat      | Meciuri   | Goluri    | Meciuri         | Goluri          | Meciuri            | Goluri             | Meciuri     | Goluri      | Meciuri | Goluri |
| Franța        | Franța             | Franța         | Campionat | Campionat | Coupe de France | Coupe de France | Coupe de la Ligue  | Coupe de la Ligue  | Europa      | Europa      | Total   | Total  |
| ------------- | ------------------ | -------------- | --------- | --------- | --------------- | --------------- | ------------------ | ------------------ | ----------- | ----------- | ------- | ------ |
| 1997–98       | Le Havre           | Division 1     | 1         | 0         |                 |                 |                    |                    | -           | -           | 1       | 0      |
| 1998–99       | Le Havre           | Division 1     | 18        | 1         |                 |                 |                    |                    | -           | -           | 18      | 1      |
| 1999–2000     | Le Havre           | Division 1     | 23        | 0         |                 |                 |                    |                    | -           | -           | 23      | 0      |
| 2000–01       | Auxerre            | Division 1     | 32        | 0         |                 |                 |                    |                    | 2           | 0           | 34      | 0      |
| 2001–02       | Auxerre            | Division 1     | 34        | 1         |                 |                 |                    |                    | -           | -           | 34      | 1      |
| 2002–03       | Auxerre            | Ligue 1        | 33        | 1         |                 |                 |                    |                    | 6           | 0           | 39      | 1      |
| 2003–04       | Auxerre            | Ligue 1        | 32        | 1         |                 |                 |                    |                    | 1           | 0           | 33      | 1      |
| Scoția        | Scoția             | Scoția         | Campionat | Campionat | Scottish Cup    | Scottish Cup    | Cupa Ligii Scoției | Cupa Ligii Scoției | Europa      | Europa      | Total   | Total  |
| 2004–05       | Rangers            | Premier League | 18        | 2         |                 |                 |                    |                    | 6           | 0           | 24      | 2      |
| Anglia        | Anglia             | Anglia         | Campionat | Campionat | FA Cup          | FA Cup          | League Cup         | League Cup         | Europa      | Europa      | Total   | Total  |
| 2004–05       | Newcastle United   | Premier League | 14        | 0         | 1               | 0               | -                  | -                  | -           | -           | 15      | 0      |
| 2005–06       | Newcastle United   | Premier League | 33        | 0         | 1               | 0               | -                  | -                  | -           | -           | 34      | 0      |
| Italia        | Italia             | Italia         | Campionat | Campionat | Coppa Italia    | Coppa Italia    | Cupa Ligii         | Cupa Ligii         | Europa      | Europa      | Total   | Total  |
| 2006–07       | Juventus           | Serie B        | 33        | 2         | -               | -               | -                  | -                  | -           | -           | 33      | 2      |
| 2007–08       | Juventus           | Serie A        | 0         | 0         | 3               | 1               | -                  | -                  | -           | -           | 3       | 1      |
| Franța        | Franța             | Franța         | Campionat | Campionat | Coupe de France | Coupe de France | Coupe de la Ligue  | Coupe de la Ligue  | Europa      | Europa      | Total   | Total  |
| 2007–08       | Olympique Lyonnais | Ligue 1        | 8         | 0         | 4               | 0               | 0                  | 0                  | 1           | 0           | 13      | 0      |
| 2008–09       | Olympique Lyonnais | Ligue 1        | 32        | 1         | 3               | 1               | 0                  | 0                  | 8           | 0           | 43      | 2      |
| 2009–10       | Olympique Lyonnais | Ligue 1        | 19        | 1         | 2               | 1               | 2                  | 0                  | 6           | 0           | 29      | 2      |
| Grecia        | Grecia             | Grecia         | Campionat | Campionat | Cupa Greciei    | Cupa Greciei    | Cupa Ligii         | Cupa Ligii         | Europa      | Europa      | Total   | Total  |
| 2010–11       | Panathinaikos      | Super League   | 25        | 1         | 1               | 0               | -                  | -                  | 5           | 0           | 31      | 1      |
| 2011–12       | Panathinaikos      | Super League   | 23        | 3         | -               | -               | -                  | -                  | 4           | 2           | 27      | 5      |
| 2012–13       | Panathinaikos      | Super League   | 15        | 1         | 1               | 0               | -                  | -                  | 4           | 0           | 20      | 1      |
| Total         | Franța             | Franța         | 232       | 6         | 9               | 2               | 2                  | 0                  | 24          | 0           | 267     | 8      |
| Total         | Scoția             | Scoția         | 18        | 2         | -               | -               | -                  | -                  | 6           | 0           | 24      | 2      |
| Total         | Anglia             | Anglia         | 47        | 0         | 2               | 0               | -                  | -                  | -           | -           | 49      | 0      |
| Total         | Italia             | Italia         | 33        | 2         | 3               | 1               | -                  | -                  | -           | -           | 36      | 3      |
| Total         | Grecia             | Grecia         | 63        | 5         | 2               | 0               | -                  | -                  | 13          | 2           | 78      | 7      |
| Total carieră | Total carieră      | Total carieră  | 393       | 15        | 16              | 3               | 2                  | 0                  | 43          | 2           | 454     | 20     |

### Goluri date în competiții amicale/preliminare/finale
| #  | Data              | Stadion                      | Oponent | Scor | Rezultat | Competiția                                           |
| -- | ----------------- | ---------------------------- | ------- | ---- | -------- | ---------------------------------------------------- |
| 1. | 11 octombrie 2003 | Stade de France, Saint-Denis | Israel  | 3–0  | 3–0      | Preliminariile Campionatului European de Fotbal 2004 |

## Honours
- Scottish Premier League one (1) time: 2004-2005 (Glasgow Rangers)
- Ligue 1 one (1) time: 2007-08 (Olympique Lyonnais)
- Coupe de France two (2) times: 2002-03 (Auxerre) and 2007-08 (Olympique Lyonnais)
- Serie B one (1) time: 2006-07 (Juventus)